# Трезеге, Давид
Дави́д Сержио́ Трезеге́ (фр. David Sergio Trezeguet; род. 15 октября 1977 года, Руан, Франция) — французский футболист аргентинского происхождения. Большую часть карьеры — десять лет — играл за итальянский «Ювентус», став самым результативным иностранцем в истории этого клуба. Двукратный чемпион Франции (в составе «Монако») и Италии. Играл за национальную сборную Франции, в составе которой был чемпионом мира 1998 года и чемпионом Европы 2000 года, в финале Евро-2000 стал автором золотого гола в ворота сборной Италии, принеся победу своей команде со счётом 2:1. Дошёл также до финала чемпионата мира 2006 года, где его команда уступила в серии пенальти Италии. В 2004 году Трезеге был включён в список ФИФА 100.

## Ранние годы
Трезеге родился 15 октября 1977 года в клинике Сен-Ромен во французском Руане в семье Хорхе и Беатрис Трезеге. Его отец был аргентинским футболистом и играл за клуб «Руан», позже он стал агентом Давида. У Хорхе французские корни, Трезеге — фамилия гасконского происхождения.
В начале октября 1979 года, когда Давиду было два года, по окончании контракта отца семья Трезеге вернулась в Аргентину. В детстве Давид не говорил по-французски, но интересовался Францией. Его отец говорил, что Давид любил смотреть по телевизору регби, и когда состоялся матч между Аргентиной и Францией, сын болел именно за французов. В автоспорте он также поддерживал француза Алена Проста.
Трезеге начал играть в футзал за «Колехиалес». В футбол он начал играть в возрасте восьми лет в столичном клубе «Платенсе». Давид быстро продемонстрировал способность забивать мячи: 
Я видел, как мой отец играл либеро или чистильщика, мне это не нравилось. Для меня привлекательным было забивать голы.
 Некоторое время Трезеге совмещал занятия футболом и футзалом, пока окончательно не выбрал футбол.

## Клубная карьера

### «Платенсе»
В 1994 году, в возрасте 16 лет, тренер Рикардо Резза перевёл Трезеге в первую команду «Платенсе». Его дебют в высшей лиге Аргентины состоялся 12 июня 1994 года в матче против «Химнасия и Эсгрима Ла-Плата», который закончился ничьей 1:1.
В «Платенсе» Трезеге отыграл два сезона. В первом команда, выступавшая в Клаусуре, сыграла неубедительно, финишировав 18-й (предпоследней) с 14 очками. За весь сезон клуб одержал лишь три победы. Трезеге сыграл всего три матча, голов не забивал. В Апертуре все было иначе — команда улучшила свои показатели, заняв шестую позицию с результатом в 21 очко. Однако Трезеге по-прежнему оставался без стабильной игровой практики, проведя только два матча. В середине 1994 года его агент Рафаэль Сантос, видя, что у клуба возникли финансовые проблемы, предложил сменить обстановку и переехать во Францию.

### «Монако»
Сантос смог добиться для Трезеге статуса свободного агента. Футболист собирался подписать контракт с «Пари Сен-Жермен», пройдя просмотр в клубе. Однако стороны не достигли соглашения по финансовой части, и в итоге Трезеге подписал контракт с «Монако». В этот клуб его пригласил тренер Жан Тигана — того впечатлили бомбардирские навыки Трезеге, который забил пять голов в контрольных матчах. Годовая зарплата футболиста по условиям контракта должна была составлять 180 тысяч франков.
В январе 1996 года Трезеге дебютировал в матче Лиги 1 против ПСЖ. В том сезоне он финишировал с «Монако» на третьем месте, но сыграл всего пять матчей, не забив ни одного мяча. Трезеге при Жане Тигана не попадал в основу и играл за вторую команду «Монако». В следующем сезоне он завоевал свой первый чемпионский титул, за год снова сыграв пять матчей и не забивая голов. В сезоне 1997/98, после ухода из команды бразильского футболиста Сонни Андерсона, Трезеге сумел закрепиться в основном составе, забив 18 мячей и заняв второе место в списке бомбардиров чемпионата после Стефана Гиварша.
В сезоне 1997/98 монакский клуб участвовал также в розыгрыше Лиги чемпионов, и Трезеге получил шанс сыграть в международных соревнованиях. 22 октября он забил два мяча в матче против бельгийского «Льерса», и французы победили с общим счётом 5:1. В январе 1998 года Трезеге оформил хет-трик в матче с «Монпелье». В феврале он получил травму в матче за сборную, но сумел восстановиться к матчу четвертьфинала Лиги чемпионов против «Манчестер Юнайтед». На «Олд Траффорд» Трезеге забил мяч, который помог «Монако» выйти в полуфинал. Этот гол поставил рекорд Лиги чемпионов по скорости полёта мяча — мяч, по разным данным, летел со скоростью 154—157 км/ч. В полуфинале «Монако» потерпел поражение от «Ювентуса». По итогам сезона Трезеге был признан лучшим молодым игроком года во Франции.
В сезоне 1998/99 команда играла хуже, закончив его на четвёртой позиции в Лиге 1, а в Кубке УЕФА «Монако» даже не удалось пройти групповой этап. В следующем сезоне «Монако» покинул партнёр Трезеге по нападению, Тьерри Анри. Тем не менее это не помешало клубу выиграть чемпионат. Трезеге забил 22 мяча, заняв второе место в списке лучших бомбардиров турнира. Всего за французский клуб Трезеге провёл 125 матчей и забил 62 гола.

### «Ювентус»
Летом 2000 года о подписании контракта с Трезеге объявил «Ювентус». Сумма сделки составила рекордные на тот момент для клуба 45 миллиардов лир. Трезеге дебютировал в Серии А в свой день рождения в матче против «Бари», который закончился победой туринцев со счётом 2:0. В своём втором матче, против «Милана», он забил первый гол в итальянском первенстве, игра окончилась с ничейным счётом 2:2. Поначалу тренер туринцев Карло Анчелотти рассматривал француза исключительно в качестве игрока запаса, отдавая предпочтение двум итальянским форвардам Филиппо Индзаги и Алессандро Дель Пьеро. Но ближе к концу сезона Трезеге начал всё чаще выходить в основе и в итоге, забив 14 мячей в 25 матчах чемпионата, стал лучшим бомбардиром команды.
Летом 2001 года в клубе произошли большие изменения. На тренерскую скамью вернулся Марчелло Липпи, который сразу же начал перестройку состава. Команду покинули Зинедин Зидан и Индзаги и пришли Джанлуиджи Буффон и Павел Недвед. Пара Трезеге — Дель Пьеро стала основным атакующим тандемом «Ювентуса». Француз забил 24 мяча и, поделив первую строчку в списке лучших бомбардиров Серии А с Дарио Убнером, завоевал вместе с клубом свой первый Скудетто. Трезеге также забил восемь голов в Лиге чемпионов, где «Юве» остановился на стадии второго группового этапа.
В начале сезона 2002/03 Трезеге выиграл свой второй итальянский трофей, когда в финале Суперкубка Италии «Ювентус» обыграл «Парму». В дальнейшем, однако, этот сезон сложился неудачно для Трезеге, которого весь год преследовали травмы. Он сыграл лишь 17 матчей в чемпионате и забил в них девять мячей, но «Ювентусу» это не помешало выиграть чемпионат и дойти до финала Лиги чемпионов. Трезеге хорошо сыграл в полуфинальных матчах против мадридского «Реала», забив два из четырёх мячей своей команды. В манчестерском финале «Ювентус» встречался с «Миланом». В основное и дополнительное время счет не был открыт, а в серии пенальти туринцы оказались слабее, и одним из не реализовавших свой удар игроков стал Трезеге.
Следующий сезон опять начался со второй подряд победы в Суперкубке Италии. В матче, проходившем в Нью-Йорке, «Ювентус» опять сошёлся с «Миланом». Как и в предыдущей их встрече, в основное время мячи забиты не были. На последней, 105-й минуте первого тайма дополнительного времени Андреа Пирло реализовал пенальти. Однако спустя 15 секунд Трезеге после розыгрыша мяча с центра поля забил ответный мяч, тем самым дав шанс «Ювентусу» сначала провести безголевой второй экстра-тайм, а потом и обыграть соперника в серии пенальти со счётом 5:3 (на сей раз он реализовал свой удар). 10 декабря 2003 года в матче против греческого «Олимпиакоса» Трезеге забил два мяча, второй из которых стал юбилейным, 3000-м голом в истории Лиги чемпионов. «Ювентус» в тот день также одержал рекордную на тот момент победу со счётом 7:0. Остальной сезон был менее удачным, чем начало. Мелкие травмы продолжали мешать игроку, но несмотря на это, он смог забить 16 мячей в чемпионате. Это, однако, не помогло «Ювентусу»: клуб занял третье место в Серии А и дошёл до 1/8 финала Лиги чемпионов.
Травмы продолжили преследовать Трезеге и в следующем сезоне, но это не помешало ему забить за свой клуб в ряде важных мячей. Среди его успехов был гол «Реалу» в ответном матче 1/8 финала Лиги чемпионов — благодаря этому мячу «Юве» смог перевести двухматчевое противостояние в дополнительное время, в котором туринцы сумели одолеть противника. Трезеге также смог забить важный гол «Милану» в конце чемпионата. Незадолго до конца сезона «Бьянконери» и «Россонери» шли вровень, занимая первое и второе места, и их очная встреча на «Сан-Сиро» должна была определить клуб, который с высокой вероятностью завоюет титул. В итоге единственный гол Трезеге решил исход встречи в пользу туринцев, и они, оторвавшись от соперника, уже не упустили Скудетто.

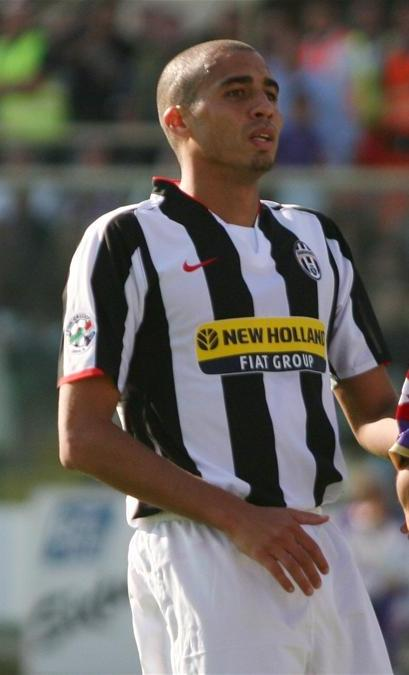
Трезеге в матча «Ювентуса» против «Фиорентины» (7 октября 2007)

Сезон 2005/06 сложился для француза удачно. Он продолжал много забивать. 14 сентября 2005 года в матче Лиги чемпионов против бельгийского «Брюгге» Трезеге забил свой 100-й мяч за «Ювентус». В Серии А он за сезон забил 23 гола и помог клубу завоевать очередной титул чемпиона Италии. В Лиге чемпионов он отметился шестью голами и дошёл с клубом до стадии 1/4 финала, где «Старая синьора» проиграла «Арсеналу». К концу сезона общее количество голов Трезеге за туринский клуб достигло 125, что позволило французу сравняться с обладателем титула самого результативного иностранца в истории «Ювентуса», датчанина Йона Хансена (в эту статистику не включают итало-аргентинца Омара Сивори).
Летом 2006 года в Италии начался крупный футбольный коррупционный скандал под названием «Кальчополи». «Ювентус» лишили двух последних чемпионских званий, и клуб был отправлен в Серию B. Трезеге хотел покинуть клуб летом, но в итоге остался. 16 сентября 2006 года, забив мяч в ворота «Виченцы», Трезеге стал лучшим иностранным бомбардиром в истории клуба. В том сезоне он отличился ещё 14 раз, а «Ювентус» с отрывом выиграл турнир и вышел в Серию А. Однако конфликт между руководством и Трезеге подтолкнул француза к заявлению об уходе из команды. Сделал он это оригинально: забив в одном из последних матчей сезона против «Специи», он жестом показал руководству клуба, сидевшему на стадионе, что этот, 15-й гол, последний, после которого он уходит. Тем не менее 25 июня 2007 года было объявлено, что Трезеге продлил свой контракт с «Ювентусом» до 2011 года, по которому он будет зарабатывать 4,5 миллиона евро в год.
Возвращение в Серию А вместе с «Ювентусом» ознаменовалось для Трезеге хет-триком в матче первого тура против «Ливорно». Во втором туре он забил в ворота «Кальяри». 23 сентября 2007 года в матче четвёртого тура против «Ромы» Трезеге забил мяч, который стал для него 100-м в Серии А. 31 октября «Ювентус» обыграл «Эмполи» со счётом 3:0, и все три гола были на счету Трезеге, который таким образом достиг отметки в 150 голов в чёрно-белой футболке. Перед рождественской паузой в Серии А Трезеге занимал с 13 мячами первое место в списке бомбардиров чемпионата. Второй круг он начал с двух голов в ворота «Ливорно», а затем забил ещё один гол в ворота «Дженоа». 22 марта 2008 года состоялся важный матч против «Интера», который дома принимал «Ювентус», и во втором тайме Трезеге забил мяч, принёсший победу его клубу со счётом 2:1. Перед последним туром Серии А две верхние строчки в списке бомбардиров занимали нападающие «Ювентуса» Трезеге и Дель Пьеро с равным количеством голов — по 19. Матч против «Сампдории» закончился со счётом 3:3, француз забил гол с пенальти, его партнёр также забил с пенальти, но помимо этого он также забил с игры и таким образом занял первое место среди лучших бомбардиров чемпионата с 21 мячом, Трезеге остался на втором с 20 мячами. «Ювентус» же занял третье место в чемпионате и получил право сыграть в Лиге чемпионов.
Сезон 2008/09 начался для француза с травмы. После матча первого тура Лиги чемпионов против «Зенита» Трезеге решился сделать операцию на больном правом колене, во избежание ухудшения ситуации в будущем. Во время обследования выяснилось, что и с левым коленом были проблемы, поэтому решили оперировать оба колена. Ориентировочный срок восстановления составлял четыре месяца. Трезеге вернулся на поле 28 января 2009 года, сыграв десять минут в конце матча чемпионата против «Удинезе». 4 февраля он вышел на замену в кубковом матче против «Наполи» и на четвёртой добавленной минуте забил гол, ошибочно отмененный судьёй. Тем не менее «Ювентус» переиграл соперника 4:3 по послематчевым пенальти, один из которых забил Трезеге. Единственный гол с игры в том сезоне Трезеге забил в конце февраля, в матче против «Палермо», на который француз впервые в карьере вывел команду в качестве капитана.
3 сентября 2009 года Трезеге сделал заявление, что это его последний, десятый сезон в «Ювентусе», после которого он хотел бы вернуться или во Францию, или в Аргентину. 12 сентября в гостевом матче против «Лацио» он забил свой первый гол в сезоне. 8 ноября в матче против «Аталанты» Трезеге забил мяч, который позволил ему достигнуть отметки в 167 голов за «Юве» и сравняться с Омаром Сивори. 8 декабря в проигранном матче Лиги чемпионов против «Баварии» (1:4) Трезеге забил свой 168-й гол за «Ювентус» и окончательно стал самым результативным иностранным игроком туринского клуба, обогнав итало-аргентинца Сивори. К концу сезона со 171 мячом в активе (в среднем 17 за сезон) Трезеге поднялся на четвёртое место в списке лучших бомбардиров «Ювентуса» за всю его историю.
«Ювентус» навсегда останется в моем сердце. Давид Трезеге

### «Эркулес»

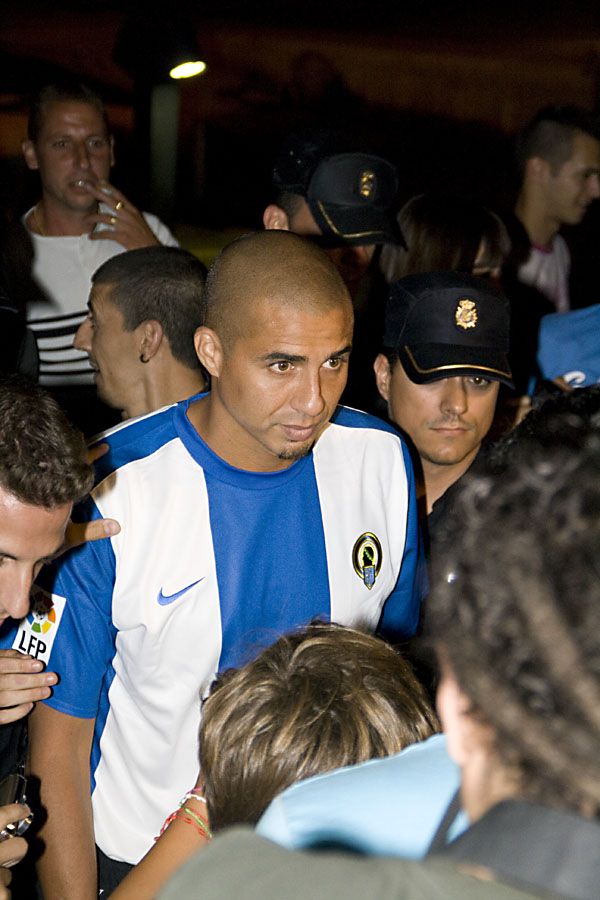
Презентация Трезеге в «Эркулесе»

28 августа 2010 года Трезеге расторг контракт с «Ювентусом» по обоюдному согласию и подписал двухлетнее соглашение с испанским «Эркулесом». По условиям договора зарплата в новом клубе должна была составить 1,5 млн евро в год. 11 сентября 2010 года Трезеге дебютировал в испанском чемпионате 2010/11 в выездном матче против «Барселоны». 19 сентября открыл счёт своим голом в домашнем матче «Эркулеса» против «Валенсии», реализовав на 43-й минуте пенальти за игру рукой в штрафной площади Давида Наварро. 26 сентября, в 5-м туре, сделал дубль в матче против «Севильи» и принёс своему клубу победу (окончательный счёт игры 2:0). 30 октября Трезеге поразил ворота мадридского «Реала» (четвёртый гол «Реалу» в его карьере), но его новая команда этот матч проиграла. 13 февраля на 89-й минуте забил гол, принесший «Эркулесу» победу над «Сарагосой». Однако «Эркулесу» не удалось остаться в высшей лиге, так как во втором круге чемпионата клуб испытывал финансовые проблемы. В итоге Трезеге досрочно покинул команду — возможность такого преждевременного ухода была предусмотрена контрактом в случае понижения клуба в классе.

### «Бани Яс»
30 августа 2011 года клуб из ОАЭ «Бани Яс» объявил, что подписал контракт с 33-летним французским нападающим с зарплатой 1,7 миллиона евро в год. Трезеге сыграл лишь три матча в чемпионате и ещё один матч в Кубке Лиги ОАЭ, дальнейшим выступлениям воспрепятствовала травма, и в итоге 21 ноября стороны разорвали контракт по взаимному согласию.

### «Ривер Плейт»

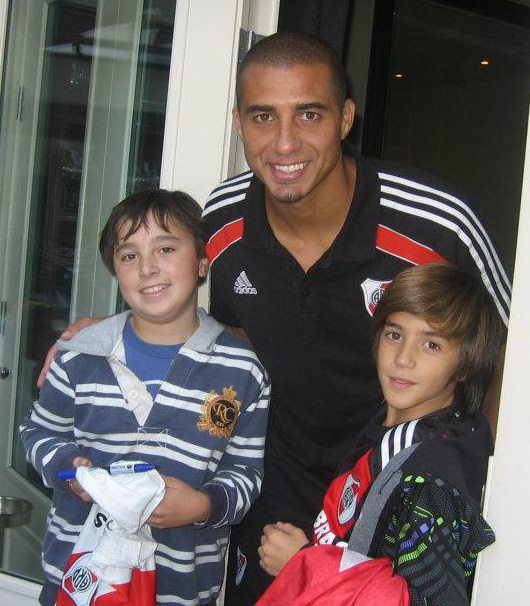
Трезеге с болельщиками «Ривер Плейт»

19 декабря 2011 года Трезеге подписал с аргентинским клубом «Ривер Плейт» контракт сроком на 2,5 года. В это время клуб впервые в своей истории выступал во втором дивизионе. Трезеге, будучи с детства болельщиком «Ривер Плейт», заявил, что его мечта сбылась и для него «быть здесь — это уникальное чувство». Он забил свой первый гол за «Ривер Плейт» 18 февраля 2012 года в матче против «Индепендьенте Ривадавия», который его команда выиграла со счётом 3:0. 31 марта Трезеге сделал свой первый дубль за клуб в игре против «Феррокарриль Оэсте», и «Ривер» победил 3:0. 23 июня в матче против «Альмиранте Браун» команда могла обеспечить себе возвращение в высший дивизион. В этом матче француз тоже забил два гола. В том сезоне Трезеге провёл 19 матчей и забил 13 голов.
Благодаря своим выступлениям во втором дивизионе Трезеге получил от тренера Матиаса Альмейды капитанскую повязку. Он сыграл первый матч в сезоне Примеры против «Бельграно» (победа 2:1). Свой первый гол в высшей лиге Трезеге забил в игре против «Ньюэллс Олд Бойз», прервав безголевую серию «Ривер Плейт» длиной в 379 минут. Матч закончился с ничейным счётом 3:3. Однако из-за тендинита Трезеге не мог полноценно играть в первой части турнира. После возвращения на тренерский пост Рамона Диаса в 2013 году игрок не только сумел оправиться от проблем со здоровьем, но и сохранил капитанскую повязку. 17 февраля Трезеге забил единственный гол в матче Финаля с «Эстудиантесом». Весной 2013 года он получил травму колена, и летом контракт с ним не был продлён.

### «Ньюэллс Олд Бойз»
22 июля 2013 года о подписании годичного контракта с Трезеге объявил через «Твиттер» клуб «Ньюэллс Олд Бойз». Позже француз рассказывал: «Предложение от „Ньюэллс Олд Бойз“ — было единственным конкретным и серьёзным у меня». Дебют в составе нового клуба состоялся 18 августа, когда Трезеге вышел на 73-й минуте в матче против «Бельграно», закончившемся нулевой ничьей. Свой первый гол за «Олд Бойз» он забил в следующем туре, 23 августа, в игре против «Атлетико Рафаэла», установив окончательный счёт матча 2:0.
1 ноября 2013 года в матче с «Колоном» Трезеге оформил дубль, в котором первый гол стал для него трёхсотым в профессиональной карьере. Однако его усилий не хватило для победы, и матч завершился со счетом 2:2.

### «Пуна Сити»
Летом 2014 года форвард перешёл в клуб Суперлиги Индии «Пуна Сити». Трезеге забил свой первый гол за клуб в матче против «Гоа», благодаря чему его команда одержала свою первую победу в турнире. Свой второй и последний гол в Индии он забил в ворота «Керала Бластерс», но не спас этим свой клуб от поражения. В январе 2015 года Давид Трезеге объявил о завершении карьеры и о планах дальнейшей работы в структуре «Ювентуса».

## Сборная Франции
Происхождение Трезеге давало ему возможность выбора — играть за сборную Франции или за сборную Аргентины, и он в итоге выбрал европейскую команду.

### Молодёжный уровень
Трезеге начал представлять Францию на международной арене с юношеской сборной. Впервые его вызвал в команду Жерар Улье. 21 ноября 1995 года Трезеге дебютировал в составе юношеской сборной в матче против Словакии, в котором оформил дубль (окончательный счёт игры 6:1). Летом 1996 года он отправился на чемпионат Европы, где забил пять голов и стал с французской командой победителем турнира.
За молодёжную сборную Франции Трезеге провёл первые матчи в 1997 году, играя вместе с Тьерри Анри и Вильямом Галласом на молодёжном чемпионате мира. Дойдя до четвертьфинала, сборная Франция уступила в серии пенальти сборной Уругвая. Трезеге с пятью мячами стал вторым в списке бомбардиров турнира после бразильца Адаилтона.

### Основная сборная
28 января 1998 года Трезеге дебютировал в составе главной сборной Франции, выйдя на замену в товарищеской игре с Испанией, проведённой на «Стад де Франс» в день его открытия. Он вышел на поле на 74-й минуте вместо Стефана Гиварша. Свой первый гол за сборную Давид забил 5 июня 1998 года в товарищеском матче с Финляндией, принеся своей команде победу с минимальным счётом. Уже на следующий день Трезеге в составе резервной сборной Франции играл товарищеский матч против финского клуба ХИК и отметился дублем.
Оценив успехи Трезеге в играх за «Монако» и его удачный дебют в сборной, главный тренер французской команды Эме Жаке включил Трезеге и ещё ряд молодых футболистов в заявку на домашний для французов чемпионат мира. Трезеге был самым молодым игроком в заявке. 18 июня во втором туре группового этапа Трезеге забил гол сборной Саудовской Аравии. В 1/8 финала он стал автором голевого паса на Лорана Блана, забившего в дополнительное время в ворота Парагваю первый в истории чемпионатов мира золотой гол. Трезеге принял участие и на стадии четвертьфиналов, где французам предстояло сыграть со сборной Италии. Голов ни в основное, ни в дополнительное время болельщики не увидели. В серии пенальти французы оказались сильнее, и одним из пробивающих был Трезеге, удачно использовавший свой шанс. В победном полуфинальном матче против Хорватии Трезеге вышел на замену на 69-й минуте, но результативными действиями не отметился. В финальном матче Трезеге на поле не появился, но его сборная со счётом 3:0 обыграла бразильцев, и он в 20 лет стал чемпионом мира.
В 2000 году на чемпионат Европы в Бельгию и Нидерланды Трезеге ехал уже как игрок основного состава. Но на самом чемпионате тренер Роже Леммер стал делать ставку на других игроков, выпуская Трезеге лишь на замену. Тот забил гол в проигранном матче третьего тура группового этапа против сборной Нидерландов. Следующее появление Трезеге состоялось в полуфинальном матче против Португалии, когда игрок вышел на замену на 105-й минуте, не отметившись результативными действиями. В финальном матче против Италии Трезеге появился на поле на 76-й минуте, заменив Юрия Джоркаеффа, когда его сборная ещё проигрывала 0:1. За 30 секунд до окончания последней, четвёртой, компенсированной минуты основного времени игры Сильвен Вильтор дал французам шанс, переведя матч в дополнительное время. На 103-й минуте Трезеге откликнулся на прострел с фланга Робера Пиреса и с линии штрафной ударом с лёту отправил мяч под перекладину ворот Франческо Тольдо, принеся французам второе в истории страны золото чемпионата Европы.
Следующие крупные турниры были менее удачными как для сборной Франции, так и для самого игрока. Несмотря на то, что Франция была действующим чемпионом мира, она неудачно выступила на чемпионате мира 2002 года. Команда не прошла групповой этап и не забила ни одного гола. На Евро-2004 Франция дошла до четвертьфинала, где уступила Греции. Трезеге забил всего один гол на турнире в матче против Хорватии (2:2).
В 2006 году Трезеге снова участвовал со сборной Франции в чемпионате мира. Однако на протяжении всего турнира он выполнял роль запасного: тренер Раймон Доменек использовал тактику 4-2-3-1, которая предусматривала только одного нападающего — эта позиция была отведена Тьерри Анри. Франция дошла до финала, где встретилась с Италией. Выйдя на замену в финале, Трезеге стал единственным футболистом обеих сборных, который не смог реализовать пенальти. Попав в перекладину ворот своего партнера по клубу Джанлуиджи Буффона, он лишил французов возможности выиграть второй титул чемпионов мира.
19 октября 2007 года Трезеге пригрозил уйти из сборной после того, как Доменек не вызвал его на два отборочных матча Евро-2008. 26 марта 2008 года нападающий был вызван в сборную на матч против Англии вместо травмированного Карима Бензема, но в итоге этот матч стал для Трезеге последним в составе национальной команды. Тренер Доменек из-за личного конфликта не взял Трезеге на чемпионат Европы 2008 года, несмотря на его успехи на клубном уровне. 9 июля 2008 года, после того как Федерация футбола Франции оставила Доменека на посту тренера ещё на два года, Трезеге объявил об окончании своей международной карьеры.
Тем не менее, в декабре 2008 года Трезеге через члена тренерского штаба Франции Алена Богоссяна заявил, что готов помочь команде в квалификации на чемпионат мира 2010. В октябре 2010 года он сделал повторное заявление о том, что хочет вернуться в сборную и в любой момент готов помочь команде и новому тренеру Лорану Блану, но возвращение так и не состоялось.

## Стиль игры
Трезеге был результативным, всесторонне развитым и талантливым нападающим, отличавшимся быстротой, силой и голевым чутьём. Он с высокой частотой реализовывал моменты, точно бил по мячу, был способен забивать с нескольких касаний, а также без обработки мяча даже из неудобных позиций. Он владел ударами с обеих ног, несмотря на то, что был правшой, хорошо играл в воздухе и забивал головой. Он также был известен своей способностью забивать в акробатическом стиле. Трезеге не отличался точным пасом и комбинационной игрой, но его высоко ценили за умелый выбор позиции, реакцию, атакующую манеру игры, способность отрываться от защитников соперника, а также за умение играть спиной к воротам.
Трезеге считается одним из лучших нападающих своего поколения. В «Ювентусе» он получил прозвища «Кобра», «Трезегол» и «Царь Давид». В полной мере использовать свои способности на протяжении всей карьеры ему мешали частые травмы.

## Достижения

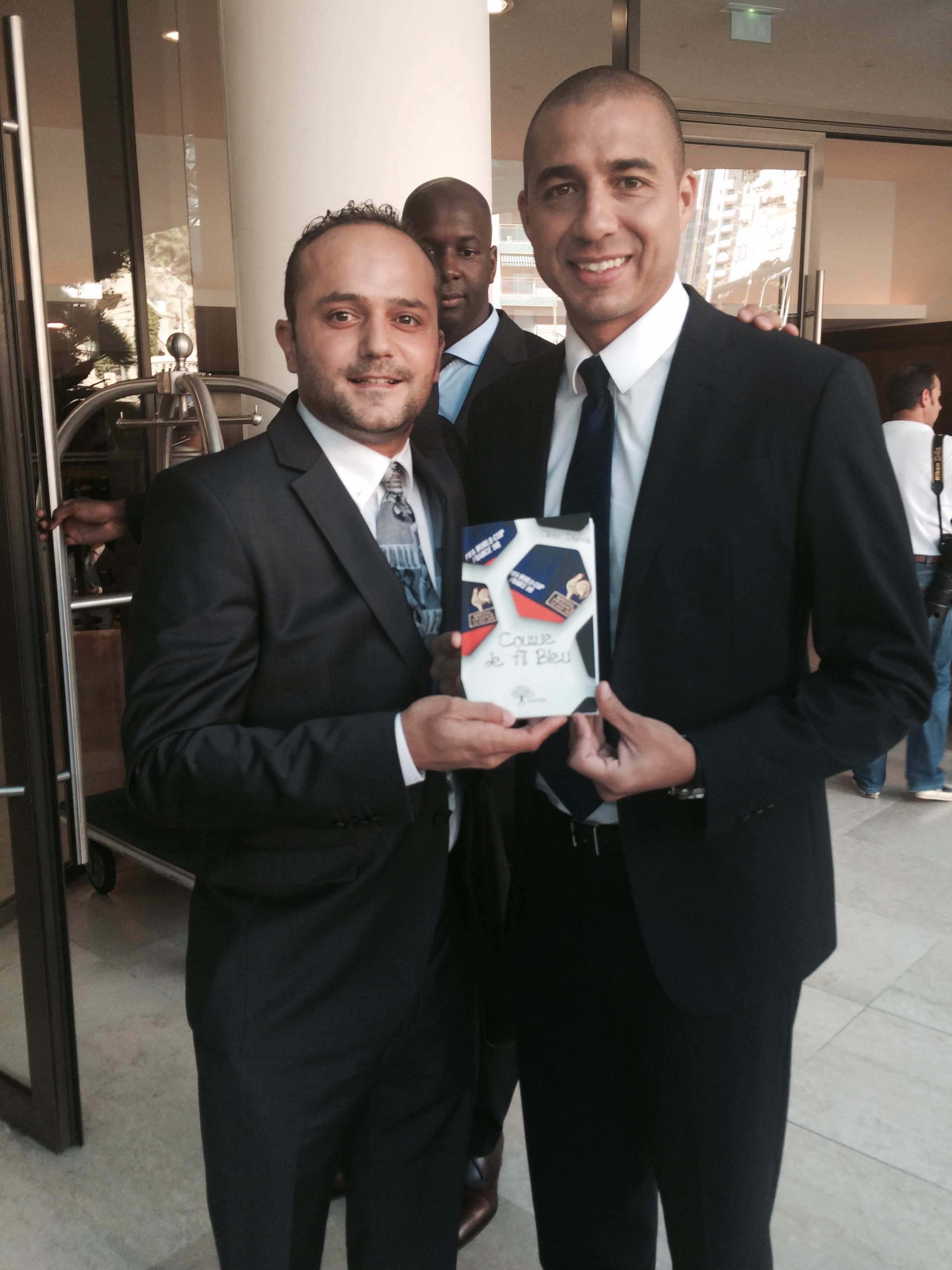
Оливье Демолис вручает Трезеге книгу о сборной Франции «Шьётся голубой нитью» (Cousue de fil Bleu)

### Командные
«Монако»
- Чемпион Франции (2): 1997, 2000
- Обладатель Суперкубка Франции: 1997

«Ювентус»
- Чемпион Италии (Серия А) (2): 2002, 2003 (чемпионства 2005 и 2006 аннулированы)
- Чемпион Италии (Серия B): 2007
- Обладатель Суперкубка Италии (2): 2002, 2003
- Финалист Лиги чемпионов УЕФА: 2002/03

Сборная Франции
- Чемпион Европы среди игроков до 18 лет: 1996
- Чемпион мира 1998
- Чемпион Европы 2000
- Серебряный призёр чемпионата мира: 2006

### Личные
- Лучший молодой игрок Чемпионата Франции: 1997/98
- Лучший бомбардир чемпионата Италии: 2001/02
- Лучший футболист года в Италии: 2001/02
- Лучший иностранный футболист года в Италии: 2001/02
- Входит в команду года УЕФА: 2001
- Лучший иностранный бомбардир в истории «Ювентуса» (171 гол)
- Golden Foot: 2015 (в номинации «Легенды футбола»)
- Входит в список ФИФА 100
- Обладатель персональной именной звезды на Аллее Звёзд «Ювентуса»[134]
- Кавалер ордена Почётного легиона за победу на чемпионате мира по футболу 1998 года[135]

## Статистика выступлений

### Клубная карьера
| Клуб                 | Сезон            | Лига | Лига | Кубки | Кубки | Кубки КОНМЕБОЛ / Еврокубки | Кубки КОНМЕБОЛ / Еврокубки | Прочие | Прочие | Итого | Итого |
| Клуб                 | Сезон            | Игры | Голы | Игры  | Голы  | Игры                       | Голы                       | Игры   | Голы   | Игры  | Голы  |
| -------------------- | ---------------- | ---- | ---- | ----- | ----- | -------------------------- | -------------------------- | ------ | ------ | ----- | ----- |
| Платенсе             | 1993/94          | 3    | 0    | -     | -     | 0                          | 0                          | 0      | 0      | 3     | 0     |
| Платенсе             | 1994/95          | 2    | 0    | -     | -     | 0                          | 0                          | 0      | 0      | 2     | 0     |
| Платенсе             | Итого            | 5    | 0    | 0     | 0     | 0                          | 0                          | 0      | 0      | 5     | 0     |
| Монако               | 1995/96          | 4    | 0    | 1     | 0     | 0                          | 0                          | 0      | 0      | 5     | 0     |
| Монако               | 1996/97          | 5    | 0    | 0     | 0     | 0                          | 0                          | 0      | 0      | 5     | 0     |
| Монако               | 1997/98          | 27   | 18   | 4     | 1     | 9                          | 4                          | 1      | 1      | 41    | 24    |
| Монако               | 1998/99          | 27   | 12   | 3     | 0     | 5                          | 2                          | 0      | 0      | 35    | 14    |
| Монако               | 1999/00          | 30   | 22   | 2     | 0     | 7                          | 2                          | 0      | 0      | 39    | 24    |
| Монако               | Итого            | 93   | 52   | 10    | 1     | 21                         | 8                          | 1      | 1      | 125   | 62    |
| Монако B (фарм-клуб) | 1995/96          | 18   | 10   | -     | -     | -                          | -                          | 0      | 0      | 18    | 10    |
| Монако B (фарм-клуб) | 1996/97          | 14   | 12   | -     | -     | -                          | -                          | 0      | 0      | 14    | 12    |
| Монако B (фарм-клуб) | 1997/98          | 2    | 2    | -     | -     | -                          | -                          | 0      | 0      | 2     | 2     |
| Монако B (фарм-клуб) | Итого            | 34   | 24   | 0     | 0     | 0                          | 0                          | 0      | 0      | 34    | 24    |
| Ювентус              | 2000/01          | 25   | 14   | 2     | 0     | 5                          | 1                          | 0      | 0      | 32    | 15    |
| Ювентус              | 2001/02          | 34   | 24   | 2     | 0     | 10                         | 8                          | 0      | 0      | 46    | 32    |
| Ювентус              | 2002/03          | 17   | 9    | 1     | 0     | 10                         | 4                          | 0      | 0      | 28    | 13    |
| Ювентус              | 2003/04          | 25   | 16   | 3     | 1     | 5                          | 4                          | 1      | 1      | 34    | 22    |
| Ювентус              | 2004/05          | 18   | 9    | 1     | 1     | 5                          | 4                          | 0      | 0      | 24    | 14    |
| Ювентус              | 2005/06          | 32   | 23   | 0     | 0     | 9                          | 6                          | 1      | 0      | 42    | 29    |
| Ювентус              | 2006/07          | 31   | 15   | 1     | 0     | 0                          | 0                          | 0      | 0      | 32    | 15    |
| Ювентус              | 2007/08          | 36   | 20   | 3     | 0     | 0                          | 0                          | 0      | 0      | 39    | 20    |
| Ювентус              | 2008/09          | 8    | 1    | 3     | 0     | 4                          | 0                          | 0      | 0      | 15    | 1     |
| Ювентус              | 2009/10          | 19   | 7    | 0     | 0     | 8                          | 3                          | 0      | 0      | 27    | 10    |
| Ювентус              | 2010/11          | 0    | 0    | 0     | 0     | 1                          | 0                          | 0      | 0      | 1     | 0     |
| Ювентус              | Итого            | 245  | 138  | 16    | 2     | 57                         | 30                         | 2      | 1      | 320   | 171   |
| Эркулес              | 2010/11          | 31   | 12   | 0     | 0     | 0                          | 0                          | 0      | 0      | 31    | 12    |
| Эркулес              | Итого            | 31   | 12   | 0     | 0     | 0                          | 0                          | 0      | 0      | 31    | 12    |
| Бани Яс              | 2011/12          | 3    | 0    | 1     | 0     | -                          | -                          | 0      | 0      | 4     | 0     |
| Бани Яс              | Итого            | 3    | 0    | 1     | 0     | 0                          | 0                          | 0      | 0      | 4     | 0     |
| Ривер Плейт          | 2011/12          | 19   | 13   | 2     | 1     | -                          | -                          | 0      | 0      | 21    | 14    |
| Ривер Плейт          | 2012/13          | 16   | 3    | 0     | 0     | 0                          | 0                          | 0      | 0      | 16    | 3     |
| Ривер Плейт          | Итого            | 35   | 16   | 2     | 1     | 0                          | 0                          | 0      | 0      | 37    | 17    |
| Ньюэллс Олд Бойз     | 2013/14          | 24   | 7    | 0     | 0     | 6                          | 2                          | 0      | 0      | 30    | 9     |
| Ньюэллс Олд Бойз     | Итого            | 24   | 7    | 0     | 0     | 6                          | 2                          | 0      | 0      | 30    | 9     |
| Пуна Сити            | 2014             | 9    | 2    | -     | -     | -                          | -                          | 0      | 0      | 9     | 2     |
| Пуна Сити            | Итого            | 9    | 2    | 0     | 0     | 0                          | 0                          | 0      | 0      | 9     | 2     |
| Всего за карьеру     | Всего за карьеру | 479  | 251  | 29    | 4     | 84                         | 40                         | 3      | 2      | 595   | 297   |

### Матчи за сборную Франции
| Матчи и голы Давида Трезеге за сборную Франции | Матчи и голы Давида Трезеге за сборную Франции | Матчи и голы Давида Трезеге за сборную Франции | Матчи и голы Давида Трезеге за сборную Франции | Матчи и голы Давида Трезеге за сборную Франции | Матчи и голы Давида Трезеге за сборную Франции | Матчи и голы Давида Трезеге за сборную Франции |
| №                                              | Дата                                           | Место проведения                               | Соперник                                       | Счёт                                           | Голы                                           | Соревнование                                   |
| ---------------------------------------------- | ---------------------------------------------- | ---------------------------------------------- | ---------------------------------------------- | ---------------------------------------------- | ---------------------------------------------- | ---------------------------------------------- |
| 1                                              | 28 января 1998                                 | Сен-Дени                                       | Испания                                        | 1:0                                            | —                                              | Товарищеский матч                              |
| 2                                              | 25 февраля 1998                                | Марсель                                        | Норвегия                                       | 3:3                                            | —                                              | Товарищеский матч                              |
| 3                                              | 22 апреля 1998                                 | Сольна                                         | Швеция                                         | 0:0                                            | —                                              | Товарищеский матч                              |
| 4                                              | 29 мая 1998                                    | Касабланка                                     | Марокко                                        | 2:2                                            | —                                              | Товарищеский матч                              |
| 5                                              | 5 июня 1998                                    | Хельсинки                                      | Финляндия                                      | 0:1                                            | 1                                              | Товарищеский матч                              |
| 6                                              | 12 июня 1998                                   | Марсель                                        | ЮАР                                            | 3:0                                            | —                                              | ЧМ-1998                                        |
| 7                                              | 18 июня 1998                                   | Сен-Дени                                       | Саудовская Аравия                              | 4:0                                            | 1                                              | ЧМ-1998                                        |
| 8                                              | 24 июня 1998                                   | Лион                                           | Дания                                          | 2:1                                            | —                                              | ЧМ-1998                                        |
| 9                                              | 28 июня 1998                                   | Ланс                                           | Парагвай                                       | 1:0                                            | —                                              | ЧМ-1998                                        |
| 10                                             | 3 июля 1998                                    | Сен-Дени                                       | Италия                                         | 0:0                                            | —                                              | ЧМ-1998                                        |
| 11                                             | 8 июля 1998                                    | Сен-Дени                                       | Хорватия                                       | 2:1                                            | —                                              | ЧМ-1998                                        |
| 12                                             | 14 октября 1998                                | Сен-Дени                                       | Андорра                                        | 2:0                                            | —                                              | Отбор на Евро-2000                             |
| 13                                             | 31 марта 1999                                  | Сен-Дени                                       | Армения                                        | 2:0                                            | —                                              | Отбор на Евро-2000                             |
| 14                                             | 9 октября 1999                                 | Сен-Дени                                       | Исландия                                       | 3:2                                            | 1                                              | Отбор на Евро-2000                             |
| 15                                             | 23 февраля 2000                                | Сен-Дени                                       | Польша                                         | 1:0                                            | —                                              | Товарищеский матч                              |
| 16                                             | 26 апреля 2000                                 | Сен-Дени                                       | Словения                                       | 3:2                                            | 2                                              | Товарищеский матч                              |
| 17                                             | 28 мая 2000                                    | Загреб                                         | Хорватия                                       | 0:2                                            | —                                              | Товарищеский матч                              |
| 18                                             | 4 июня 2000                                    | Касабланка                                     | Япония                                         | 2:2                                            | —                                              | Товарищеский матч                              |
| 19                                             | 21 июня 2000                                   | Амстердам                                      | Нидерланды                                     | 3:2                                            | 1                                              | Евро-2000                                      |
| 20                                             | 28 июня 2000                                   | Брюссель                                       | Португалия                                     | 1:2                                            | —                                              | Евро-2000                                      |
| 21                                             | 2 июля 2000                                    | Роттердам                                      | Италия                                         | 2:1                                            | 1                                              | Финал Евро-2000                                |
| 22                                             | 16 августа 2000                                | Марсель                                        | Сборная мира                                   | 5:1                                            | 3                                              | Товарищеский матч                              |
| 23                                             | 2 сентября 2000                                | Сен-Дени                                       | Англия                                         | 1:1                                            | —                                              | Товарищеский матч                              |
| 24                                             | 4 октября 2000                                 | Сен-Дени                                       | Камбоджа                                       | 1:1                                            | —                                              | Товарищеский матч                              |
| 25                                             | 7 октября 2000                                 | Йоханнесбург                                   | ЮАР                                            | 0:0                                            | —                                              | Товарищеский матч                              |
| 26                                             | 15 ноября 2000                                 | Стамбул                                        | Турция                                         | 0:4                                            | 2                                              | Товарищеский матч                              |
| 27                                             | 24 марта 2001                                  | Сен-Дени                                       | Япония                                         | 5:0                                            | 2                                              | Товарищеский матч                              |
| 28                                             | 28 марта 2001                                  | Валенсия                                       | Испания                                        | 2:1                                            | 1                                              | Товарищеский матч                              |
| 29                                             | 25 апреля 2001                                 | Сен-Дени                                       | Португалия                                     | 4:0                                            | —                                              | Товарищеский матч                              |
| 30                                             | 15 августа 2001                                | Нант                                           | Дания                                          | 1:0                                            | —                                              | Товарищеский матч                              |
| 31                                             | 1 сентября 2001                                | Сантьяго                                       | Чили                                           | 2:1                                            | 1                                              | Товарищеский матч                              |
| 32                                             | 6 октября 2001                                 | Сен-Дени                                       | Алжир                                          | 4:1                                            | —                                              | Товарищеский матч                              |
| 33                                             | 11 ноября 2001                                 | Мельбурн                                       | Австралия                                      | 1:1                                            | 1                                              | Товарищеский матч                              |
| 34                                             | 13 февраля 2002                                | Сен-Дени                                       | Румыния                                        | 2:1                                            | —                                              | Товарищеский матч                              |
| 35                                             | 27 марта 2002                                  | Сен-Дени                                       | Шотландия                                      | 5:0                                            | 2                                              | Товарищеский матч                              |
| 36                                             | 18 мая 2002                                    | Сен-Дени                                       | Бельгия                                        | 1:2                                            | —                                              | Товарищеский матч                              |
| 37                                             | 27 марта 2002                                  | Сувон                                          | Республика Корея                               | 2:3                                            | 1                                              | Товарищеский матч                              |
| 38                                             | 31 мая 2002                                    | Сеул                                           | Сенегал                                        | 0:1                                            | —                                              | ЧМ-2002                                        |
| 39                                             | 6 июня 2002                                    | Пусан                                          | Уругвай                                        | 0:0                                            | —                                              | ЧМ-2002                                        |
| 40                                             | 11 июня 2002                                   | Инчхон                                         | Дания                                          | 0:2                                            | —                                              | ЧМ-2002                                        |
| 41                                             | 14 февраля 2003                                | Сен-Дени                                       | Чехия                                          | 0:2                                            | —                                              | Товарищеский матч                              |
| 42                                             | 29 марта 2003                                  | Ланс                                           | Мальта                                         | 6:0                                            | 1                                              | Отбор на Евро-2004                             |
| 43                                             | 2 апреля 2003                                  | Палермо                                        | Израиль                                        | 1:2                                            | 1                                              | Отбор на Евро-2004                             |
| 44                                             | 20 августа 2003                                | Женева                                         | Швейцария                                      | 0:2                                            | —                                              | Товарищеский матч                              |
| 45                                             | 6 сентября 2003                                | Пескара                                        | Республика Кипр                                | 5:0                                            | 2                                              | Отбор на Евро-2004                             |
| 46                                             | 10 сентября 2003                               | Любляна                                        | Словения                                       | 0:2                                            | 1                                              | Отбор на Евро-2004                             |
| 47                                             | 11 октября 2003                                | Сен-Дени                                       | Израиль                                        | 3:0                                            | 1                                              | Отбор на Евро-2004                             |
| 48                                             | 15 ноября 2003                                 | Гельзенкирхен                                  | Германия                                       | 0:3                                            | 2                                              | Товарищеский матч                              |
| 49                                             | 31 марта 2004                                  | Роттердам                                      | Нидерланды                                     | 0:0                                            | —                                              | Товарищеский матч                              |
| 50                                             | 20 мая 2004                                    | Сен-Дени                                       | Бразилия                                       | 0:0                                            | —                                              | Товарищеский матч                              |
| 51                                             | 28 мая 2004                                    | Монпелье                                       | Андорра                                        | 4:0                                            | —                                              | Товарищеский матч                              |
| 52                                             | 13 июня 2004                                   | Лиссабон                                       | Англия                                         | 2:1                                            | —                                              | Евро-2004                                      |
| 53                                             | 17 июня 2004                                   | Лейрия                                         | Хорватия                                       | 2:2                                            | 1                                              | Евро-2004                                      |
| 54                                             | 21 июня 2004                                   | Коимбра                                        | Швейцария                                      | 1:3                                            | —                                              | Евро-2004                                      |
| 55                                             | 25 июня 2004                                   | Лиссабон                                       | Греция                                         | 0:1                                            | —                                              | Евро-2004                                      |
| 56                                             | 9 февраля 2005                                 | Сен-Дени                                       | Швеция                                         | 1:1                                            | 1                                              | Товарищеский матч                              |
| 57                                             | 26 марта 2005                                  | Сен-Дени                                       | Швейцария                                      | 0:0                                            | —                                              | Отбор на ЧМ-2006                               |
| 58                                             | 30 марта 2005                                  | Тель-Авив                                      | Израиль                                        | 1:1                                            | 1                                              | Отбор на ЧМ-2006                               |
| 59                                             | 17 августа 2005                                | Монпелье                                       | Кот-д’Ивуар                                    | 3:0                                            | —                                              | Товарищеский матч                              |
| 60                                             | 12 ноября 2005                                 | Сен-Дени                                       | Германия                                       | 0:0                                            | —                                              | Товарищеский матч                              |
| 61                                             | 1 марта 2006                                   | Сен-Дени                                       | Словакия                                       | 1:2                                            | —                                              | Товарищеский матч                              |
| 62                                             | 27 мая 2006                                    | Сен-Дени                                       | Мексика                                        | 1:0                                            | —                                              | Товарищеский матч                              |
| 63                                             | 7 июня 2006                                    | Сен-Дени                                       | Китай                                          | 3:1                                            | 1                                              | Товарищеский матч                              |
| 64                                             | 18 июня 2006                                   | Лейпциг                                        | Республика Корея                               | 1:1                                            | —                                              | ЧМ-2006                                        |
| 65                                             | 23 июня 2006                                   | Кёльн                                          | Того                                           | 2:0                                            | —                                              | ЧМ-2006                                        |
| 66                                             | 9 июля 2006                                    | Берлин                                         | Италия                                         | 1:1                                            | —                                              | Финал ЧМ-2006                                  |
| 67                                             | 7 октября 2006                                 | Глазго                                         | Шотландия                                      | 1:0                                            | —                                              | Отбор на Евро-2008                             |
| 68                                             | 11 октября 2006                                | Сошо                                           | Фарерские острова                              | 5:0                                            | 2                                              | Отбор на Евро-2008                             |
| 69                                             | 7 февраля 2007                                 | Сен-Дени                                       | Аргентина                                      | 0:1                                            | —                                              | Товарищеский матч                              |
| 70                                             | 12 сентября 2007                               | Париж                                          | Шотландия                                      | 0:1                                            | —                                              | Отбор на Евро-2008                             |
| 71                                             | 26 марта 2008                                  | Сен-Дени                                       | Англия                                         | 1:0                                            | —                                              | Товарищеский матч                              |

## Личная жизнь и годы после завершения карьеры
Первой женой Трезеге была испанка родом из города Аликанте, где футболист играл в течение одного года за местный клуб «Эркулес». От Беатрис у Давида двое сыновей: Аарон (родился в 2000) и Нораан (2008). В 2012 году пара рассталась. После развода Трезеге стал встречаться с аргентинкой Белен Коссимо. В конце 2018 года стало известно, что у Трезеге родился третий сын.
Трезеге владеет испанским, французским и итальянским языками. В конце 2013 года он получил диплом спортивного менеджера, окончив Аргентинский католический университет.
После окончания карьеры игрока Трезеге стал коммерческим послом «Ювентуса». В марте 2019 года УЕФА включила его в список послов на чемпионат Европы 2020 года.